# LST-678 북한
북한함 (LST-678)은 대한민국 해군의 상륙함이다. 북한함은 옛 미국 해군 USS 린 카운티 (LST-900)이다.

## 역사
- 1944년 10월 1일 건조. 미국 펜실베니아주 피츠버그 Dravo 사.
- 1944년 12월 9일 진수.
- 1945년 1월 6일 취역.
- 1955년 7월 1일 린 카운티로 명명.
- 1958년 12월 2일 대한민국 해군에 인계, LST 815 북한함으로 명명, 추후 LST 678로 재지정.
- 2005년 12월 29일 퇴역.